# Diaphoroserica mashona
Diaphoroserica mashona is een keversoort uit de familie bladsprietkevers (Scarabaeidae). De wetenschappelijke naam van de soort is voor het eerst geldig gepubliceerd in 1904 door Peringuey.
De diersoort komt voor in Zimbabwe.